# Pandemia grypy hiszpanki

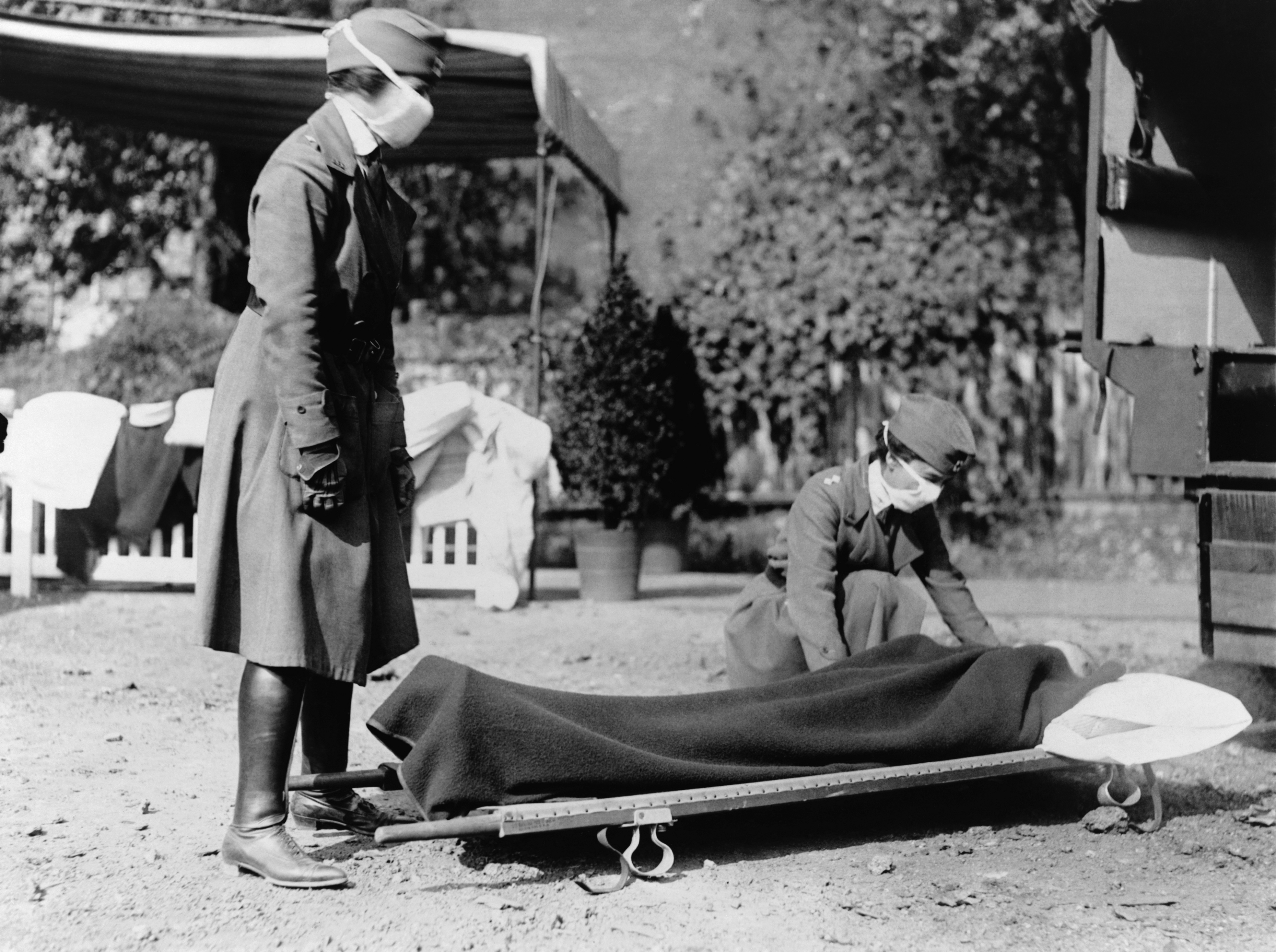
Demonstracja postępowania z pacjentami

Pandemia grypy hiszpanki (hiszpanka lub grypa hiszpańska) – pandemia wywołana przez wyjątkowo groźną odmianę podtypu H1N1 wirusa A grypy, do której doszło w latach 1918–1920, znana pod potoczną nazwą „hiszpanka”.

## Historia
Pandemia przetoczyła się w okresie 12 miesięcy w latach 1918–1919, w trzech osobnych falach, przez Europę, Azję, Afrykę i Amerykę Północną.
Pierwsza fala nadeszła wiosną 1918, była wysoce zakaźna, ale łagodna w przebiegu i nie wzbudziła zaniepokojenia . Pierwszy przypadek został odnotowany w hrabstwie Haskell w stanie Kansas w USA w styczniu 1918 roku. Niewielka liczba mieszkańców hrabstwa Haskell została wcielona do wojska w Fort Riley w Kansas, gdzie 4 marca 1918 kucharz Albert Gitchell zgłosił się do lekarza z temperaturą 39,5 °C. Wkrótce dołączyli do niego kapral Lee Drake i sierżant Adolph Hurby. W ciągu dwóch dni u 522 mężczyzn w obozie zaobserwowano objawy infekcji.
Druga fala, od sierpnia 1918, odznaczała się niezwykle wysoką śmiertelnością. Wystąpiła jednocześnie w trzech rejonach: w Breście we Francji, w Bostonie w USA i we Freetown w Sierra Leone . Największe ogniska grypy występowały na froncie i w obozach, skąd choroba z łatwością przenosiła się na ludność cywilną. Nawet przy najlepszej opiece medycznej 1/3 chorych umierała. Do Europy grypę sprowadzili amerykańscy żołnierze. Jako że ich transporty docierały głównie do portów we Francji, kraj ten stał się wylęgarnią zarazy. Pandemia grypy była także przyczyną licznych śmierci jeńców podczas wojny polsko-bolszewickiej i po niej.
Trzecia fala pandemii miała miejsce między końcem 1918 a marcem 1919 i nierównomiernie, lecz z podobnym nasileniem rozwijała się w Stanach Zjednoczonych oraz w niektórych częściach Europy. Ostatnie zarażenia odnotowywano w 1920 roku, jednak ostatnia fala cechowała się mniejszą śmiertelnością niż dwie poprzednie.

## Zakres geograficzny
Pandemia rozwinęła się na całym świecie, z wyjątkiem nielicznych wolnych od niej obszarów, takich jak: wyspy Świętej Heleny, Nowa Gwinea i kilka wysp na Pacyfiku, a być może również centralne obszary Azji, Afryki i Ameryki Południowej . Australia dzięki wprowadzeniu szczelnej blokady transportu morskiego, ustrzegła się zawleczenia grypy aż do 1919 roku (kiedy nie była ona już tak zabójcza).
Popularna jej nazwa („hiszpanka”) pochodzi od powszechnej opinii, jakoby pandemia szczególnie mocno rozwinęła się w Hiszpanii. Wrażenie to było skutkiem tego, że walczące w I wojnie światowej kraje, w których rozwijała się pandemia grypy, cenzurowały informację o skali zachorowań i śmiertelności, aby nie osłabiać morale (liczba zgonów była większa niż straty wojenne). Hiszpania pozostawała neutralna w wojnie i informacje o pandemii były otwarcie publikowane, stąd też wrażenie wysokiej zachorowalności .

## Śmiertelność
Śmiertelność grypy hiszpanki jest trudna do oceny, jednak na podstawie danych wojskowych można ją oszacować na 5–10%. W zamkniętych społecznościach śmiertelność była jeszcze wyższa. W Bostonie zachorowało 10% ludności. 2/3 chorych zmarło. W całej armii Stanów Zjednoczonych zachorowało 20% .
Liczba ofiar „hiszpanki” znacznie przewyższyła liczbę ofiar frontów I wojny światowej. Na grypę i jej powikłania zmarły 24 tysiące osób amerykańskiego personelu wojskowego (amerykańskie straty bojowe wyniosły 34 tysiące osób). W Wielkiej Brytanii zmarło 150 tysięcy osób .
Podawane są różne szacunki śmiertelności na całym świecie: od 21–25 mln  do 50–100 mln. Była pierwszą pandemią od czasów czarnej śmierci (1347–1350) o tak wysokiej śmiertelności . Zachorowało na nią ok. 500 mln ludzi, co stanowiło wówczas 1/3 populacji świata.
Śmierć ofiar grypy hiszpanki była w większości spowodowana wirusowym krwotocznym zapaleniem płuc, które zabijało w ciągu kilku pierwszych dni choroby. W wypadkach, kiedy pacjent przeżył pierwszą krytyczną fazę choroby, często przyczyną zgonu było bakteryjne zapalenie płuc.
Osoby, które zachorowały w pierwszym ataku epidemii, wykazywały odporność na nią w następnych falach zachorowań. W czasie pandemii podawano w wątpliwość, czy rzeczywiście zachorowania były spowodowane przez grypę. Pierwsza fala miała stosunkowo łagodny przebieg, natomiast druga niosła niespotykaną do tej pory śmiertelność.

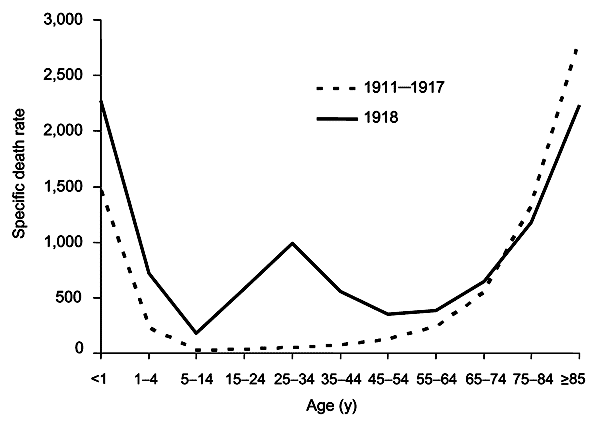
Różnica w profilu wiekowym zmarłych między hiszpanką (1918) a zwykłymi epidemiami (1911–1917)

## Profil wiekowy
Nietypową cechą tej pandemii był odwrócony profil wiekowy jej ofiar. Umierali przede wszystkim ludzie młodzi i w średnim wieku (20–40 lat), podczas gdy zwykle na grypę umierają dzieci, osoby starsze i z osłabioną odpornością. W relacjach z pandemii podkreślano, że liczba zgonów w młodszym wieku przekraczała liczbę zgonów w starszym wieku, np. w Szwajcarii znacznie poważniejszy przebieg zachorowań stwierdzono u osób w przedziale wiekowym 20–49 lat.
Uczeni z University of Wisconsin-Madison w USA, badając zakażone wirusem hiszpanki makaki, doszli do wniosku, że to nie sam wirus był bezpośrednio odpowiedzialny za wysoką śmiertelność wśród zarażonych. Kierujący badaniami Yoshihiro Kawaoka twierdzi, że małpy zabił ich własny układ odpornościowy. Okazało się, że atak układu odpornościowego na zakażone płuca, wywołany hipercytokinemią, był tak silny, iż niszczył płuca. Wyjaśnia to, dlaczego (w odróżnieniu od normalnej grypy) hiszpanka zabijała głównie młodych ludzi – to właśnie młode osoby mają najsilniej działający układ odpornościowy.